# Magne Myrmo
Magne Gunnbjørn Myrmo (* 30. Juli 1943 in Rennebu) ist ein ehemaliger norwegischer Skilangläufer.

## Werdegang
Myrmo siegte im Jahr 1969 bei den Svenska Skidspelen über 30 km und mit der Staffel und wurde beim Holmenkollen Skifestival Dritter über 50 km. Bei den nordischen Skiweltmeisterschaften 1970 in Vysoké Tatry belegte er den 14. Platz über 50 km und den siebten Rang über 30 km. Im selben Jahr und im Jahr 1972 gewann er beim Holmenkollen Skifestival den 15-km-Lauf. Dafür erhielt er im Jahr 1972 die Holmenkollen-Medaille. Bei den Olympischen Winterspielen 1972 in Sapporo holte er die Silbermedaille über 50 km. Zudem errang er dort den 21. Platz über 30 km und den 19. Platz über 15 km. Im folgenden Jahr siegte er bei den Svenska Skidspelen mit der Staffel und belegte bei den Lahti Ski Games jeweils den dritten Platz über 15 km und 50 km. Bei den Nordischen Skiweltmeisterschaften 1974 in Falun wurde er Weltmeister über die 15 km. Außerdem gewann er die Bronzemedaille mit der Staffel und belegte den 17. Platz über 30 km und den 11. Rang über 50 km. Im März 1974 triumphierte er beim Holmenkollen Skifestival über 50 km. Im selben Jahr gewann er die Wahl zu Norwegens Sportler des Jahres. Im folgenden Jahr wurde er beim Holmenkollen Skifestival Dritter über 50 km. Bei den Olympischen Winterspielen 1976 in Innsbruck kam er auf den 55. Platz über 15 km und auf den 23. Rang über 30 km. In seinem letzten aktiven Jahr 1978 siegte er beim Svenska Skidspelen über 30 km und errang zudem den zweiten Platz mit der Staffel. Bei den nordischen Skiweltmeisterschaften 1978 in Lahti gelang ihn der 23. Platz über 30 km. Im März 1978 errang er beim Holmenkollen Skifestival den zweiten Platz über 50 km. Bei norwegischen Meisterschaften erzielte er fünf zweite und acht dritte Plätze. Norwegischer Meister wurde er im Jahr 1971 über 50 km und im Jahr 1972 über 15 km.